# Das Haus in der Dragonergasse
Das Haus in der Dragonergasse ist ein deutsches Stummfilmdrama aus dem Jahre 1921 von Richard Oswald mit Werner Krauß, Paul Bildt und Theodor Loos in den Hauptrollen.

## Handlung
Krämersohn Walter Uhl ist ein moralisch missratener junger Mann, der durch sein Handeln viel Schlechtes zu verantworten hat. Erst sorgt er dafür, dass der eher ärmliche Verlobte seiner Schwester Lia, Herr Funke, unschuldig hinter Gittern muss. Walter will mehr für seine Schwester (und damit auch für sich). Dann verkuppelt er die nunmehr bindungslos gewordene junge Frau mit einem vermögenden Bonvivant, der nicht unbedingt mehr Charakter als er selbst besitzt, dafür aber als zukünftiger Gatte Lias einen, so hofft Walter, warmen Geldregen verheißt. Als dieser Lebemann an Lias Seite aber Walters Schwester eines Tages sitzen lässt, dreht Walter, der sich nunmehr um die erhoffte sprudelnde Geldquelle betrogen fühlt, durch und bringt ihn kurzerhand um. Reuevoll liefert sich Walter jedoch selbst der Justiz aus, und Funke, dessen Unschuld bewiesen ist und daraufhin aus dem Gefängnis entlassen wird, kann nun endlich seine Lia heiraten.

## Produktionsnotizen
Das Haus in der Dragonergasse dürfte für sich wohl einen filmhistorischen Rekord in Anspruch nehmen. Da Regisseur Richard Oswald für seine eigenen Lichtspiele in Berlin in ein bis zwei Wochen unbedingt einen neuen, aus eigener Produktion stammenden Film benötigte, rief er kurzerhand Werner Krauß an und fragte ihn, ob dieser kurzfristig zur Verfügung stünde. Nachdem Krauß bejahte, drehte Oswald Das Haus in der Dragonergasse in nicht einmal vier Tagen im Juni 1921 ab. Der Fünfakter mit einer Länge von 1520 Metern passierte die Filmzensur am 22. Juni 1921 und wurde zwei Tage darauf in den Richard-Oswald-Lichtspielen uraufgeführt. In Österreich lief der Film im Mai 1922 an.
Die Bauten entwarf Stefan Lhotka.

## Kritik
In Paimann’s Filmlisten nennt den Film ein „Realistisches Sittenbild“ und urteilte: „Das Sujet ist sehr spannend gehalten, die handelnden Personen sind in ein Milieu gestellt, aus dem sich die Konflikte als logische Folge entwickeln. Die Darstellung ist durchwegs erstklassig, besonders Werner Krauss, dessen starke Persönlichkeit die gespielte Rolle glaubhaft macht, Eugen Jensen und Paul Bildt, letzterer mit Schünzelschen Anklängen, von einer exakt arbeitenden Regie geleitet, die eine Szenerie geschaffen, welche die geschilderten Vorgänge wirksam unterstreicht. Die Photos sind sehr gut. (Ein Schlager ersten Ranges.)“